# Bod lambda

Závislost měrné tepelné kapacity helia na teplotě.

Bod lambda je teplota, při které helium jako běžná kapalina přechází do stavu supratekutého helia II (přibližně 2,17 K pro 1 atmosféru). Nejnižší tlak, při kterém mohou He-I a He-II koexistovat, je vypařovací–He-I–He-II trojný bod při teplotě 2,1768 K a 5,048 Pa, což je "tlak nasycené páry" při této teplotě (plyn čistého helia v tepelné rovnováze nad povrchem kapaliny v hermetické nádobě). Nejvyšší tlak, při kterém He-I a He-II mohou koexistovat, je trojný bod s pevným heliem při teplotě 1,762 K a tlaku 29,725 atmosfér.
Název bodu je odvozen z grafu (na obrázku), který vyplývá z vynesení měrné tepelné kapacity jako funkce teploty (za daného tlaku ve výše uvedeném rozsahu, v příkladu je použita 1 atmosféra), který připomíná řecké písmeno lambda. Měrná tepelná kapacita má tendenci se blížit nekonečnu, jak se teplota blíží bodu Lambda. Hrot vrcholu je tak ostrý, že kritický exponent charakterizující divergenci tepelné kapacity lze měřit přesně pouze v nulové gravitaci, poskytující jednotnou hustotu přes značný objem tekutiny. Proto byla tepelná kapacita měřena při misi raketoplánu v roce 1992.